# Brujić
Brujić je srpska obitelj iz Like, točnije iz okoline Gline i Golinje, gdje je svaki deseti stanovnik Brujić. Danas u Hrvatskoj ima oko 100 Brujića u 50 kućanstava, a za vrijeme prošlog stoljeća bilo je preko 200 Brujića.  
Oni Brujići koji su iz Gornje Krajine slave Đurđevdan (Svetog Georgija).
Prema popisu Like i Krbave iz 1712. godine, u Medaku je bilo 8 obitelji s ovim prezimenom. Jedan dio Brujića koji živi u Medaku se doselio iz sjevernijih krajeva Like, točnije iz područja oko Otočca, Brloga i Brinja. Prema istom tom popisu iz 1712. ti Brujići koji su se doselili iz Brinja slavili su Jovanjdan (Svetog Jovana Krstitelja). 
Za vrijeme Domovinskog rata, u području današnje Sisačko-moslavačke županije, veliki dio Brujića je izginuo[nedostaje izvor] u sukobima s Oružanih snagama Republike Hrvatske.

## Neki ljudi s ovim prezimenom
- Aleksandar Brujić, srpski skladatelj
- Srđan Brujić, general-potpukovnik JNA
- Dragan Brujić, srpski povjesničar
- Đorđe Brujić, književnik, pjesnik i kniževni kritičar
- Petar Brujić, srpski ratni zločinac